# 新开罗

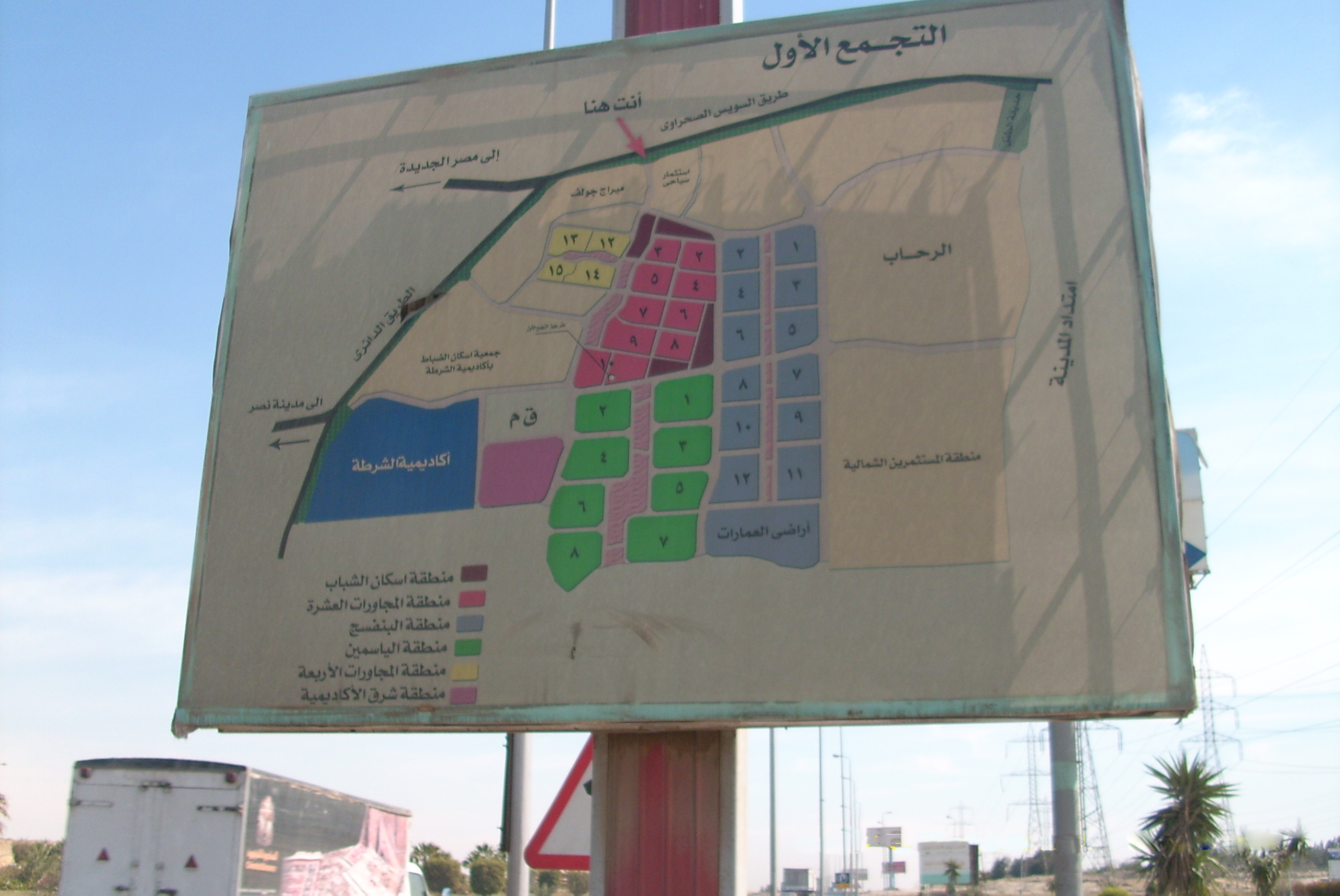
新开罗第一定居點地圖

新开罗（阿拉伯语：لقاهرة الجديدة；El Qāhera El Gedīda），是埃及开罗省东南部的一座城市，距离马底25千米，占地面积3万公顷，是位於開羅和新行政首都之間新計劃城市。
新开罗位於以前的赫勒万和富裕的马底及赫利奧波利斯之間，海拔在250和307（820和1,007英尺）之間。

## 學校
新開羅是很多知名學校新校區的所在地

### 高中
- 開羅英國國際學院
- 開羅美國國際學校 (AIS) East (Main) Campus[4]
- 新開羅英國國際學校 (NCBIS)[5]
- 舒韋法特國際學校 (ISC) – Cairo campus[6][7]
- 現代教育學校 (MES).[8]
- Salahaldin International School (SIS)[9]
- 開羅法國學校 New Cairo Primary Campus[10]
- 開羅韓國國際學校 (카이로한국학교), a South Korean international school[11]
- 埃及加拿大國際學校[12]
- AIA國際學校 [13]

### 大學
- 開羅美國大學
- 開羅德國大學
- 埃及未來大學 (FUE)
- 加拿大國際學院 (CIC)
- 新開羅學院